# Micropholis maguirei
Micropholis maguirei är en tvåhjärtbladig växtart som beskrevs av Aubrev. Micropholis maguirei ingår i släktet Micropholis och familjen Sapotaceae. IUCN kategoriserar arten globalt som nära hotad. Inga underarter finns listade i Catalogue of Life.